# Philippe Neerman
Philippe Neerman, né le 27 mai 1930 au Congo belge et mort le 6 juin 2011, est un designer industriel belge, président du bureau de design Philippe Neerman & Co. N.V./S.A. 
Il est connu pour avoir appliqué les principes ergonomiques à la conception de systèmes de transport public, ainsi que pour son travail sur des projets majeurs tels que la Bibliothèque royale de Belgique, le château royal de Laeken, et le palais royal de Bruxelles. 
Il a également participé à la Biennale Interieur de Courtrai. Il a principalement travaillé sur les transports et a dessiné des métros et tramways, notamment l'Eurotram le métro de Bruxelles et le métro de Barcelone. Son travail a été intégré à une collection variée de musées, dont le musée du design de Gand.

## Biographie

### Jeunesse
Neerman est né en 1930 au Congo belge d'un père belge et d'une mère française. Il a grandi à Bruxelles dans une famille d'artistes, mais a effectué de nombreux voyages en France durant son enfance, notamment pendant la Seconde Guerre mondiale. À Gand, il a étudié la décoration d'intérieur, la conception de meubles et le management.

### Carrière

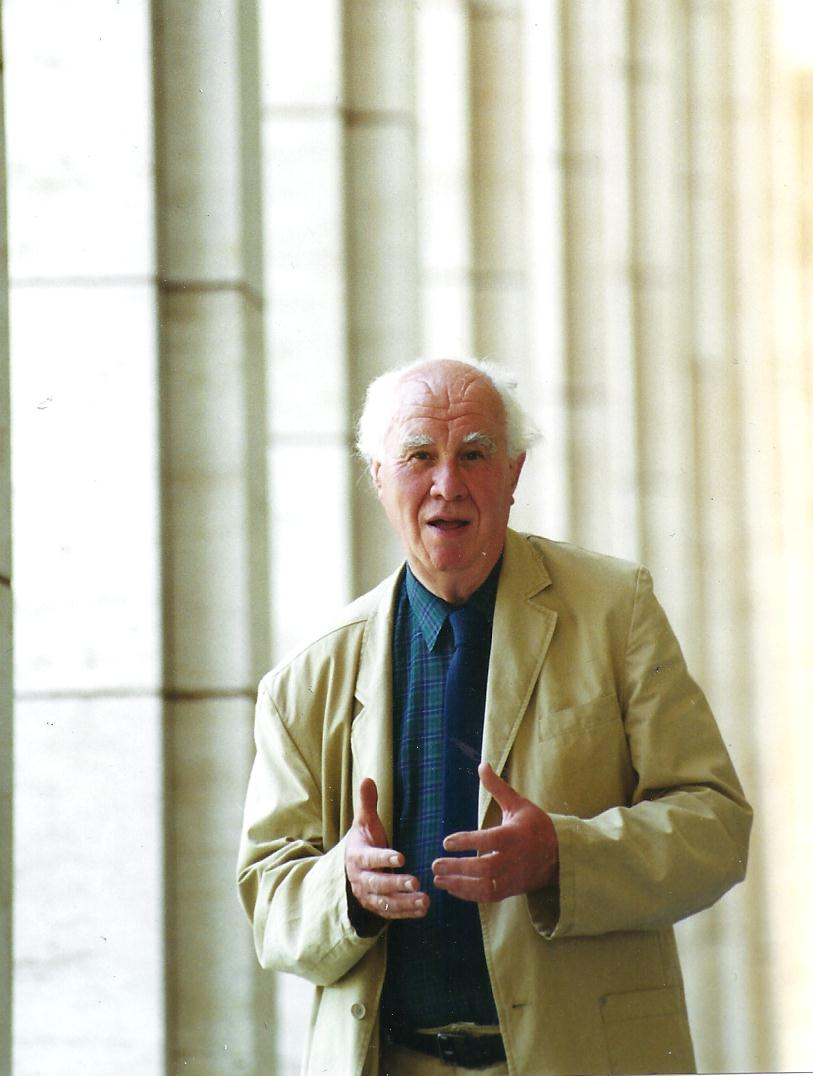
Philippe Neerman

Neerman est diplômé de l'École de la Cambre en 1953. Après ses études, il déménage à Courtrai, où il a travaillé pour une société nommée De Coene, une entreprise belge de décoration et de design d’art. Il a participé à la création du Brussels Design Centre après avoir commencé son travail avec De Coene et prétend être l'initiateur du Centre. Comme il l'avait lui-même indiqué au milieu des années 1950, plusieurs collègues concepteurs ont été convaincus de l'intérêt de créer un centre de design basé à Bruxelles. Au terme de sa carrière chez De Coene, il a conçu la chaise Philips pour le siège social de la société à Eindhoven. En 1955, il a été chargé par le ministère belge des Affaires économiques de mettre en place l'Institut d'Esthétique industrielle et le Centre de design (fermé en 1985).
Neerman a créé sa propre entreprise en 1967 et a été l'un des premiers concepteurs industriels européens à adapter les études ergonomiques à la conception des transports en commun, tout en travaillant sur des projets tels que le métro de Bruxelles et les métros de Lyon et Marseille. Après avoir travaillé sur de nombreux projets de systèmes de transport, il a commencé à se concentrer sur différents systèmes de transport tels que les bus, les trains, les personnes mobiles et les tramways. Durant cette période, il s’est également concentré sur la conception d’intérieurs et de meubles pour différents bâtiments.
Neerman a été professeur à l'Institut national supérieur d'architecture et d'urbanisme d'Anvers jusqu'en 1995.

## Œuvres notables
- Bibliothèque royale de Belgique[10] ;
- Institut royal du patrimoine artistique;
- Château royal de Laeken[2],
- Palais royal de Bruxelles[2] ;
- L'IMCAG à Charleroi;
- Musée royal de l'Afrique centrale ;
- Matériel roulant sur rails: -Brusame = "ArtServer" />
- Tramways : Nantes, Grenoble, Strasbourg, Orléans
- Cabines du SK[11]
- Centrales hydrauliques [2]
- Centres d'exploitation centralisés, tours de contrôle[12].
- Design de mobilier

## Galerie de photographies

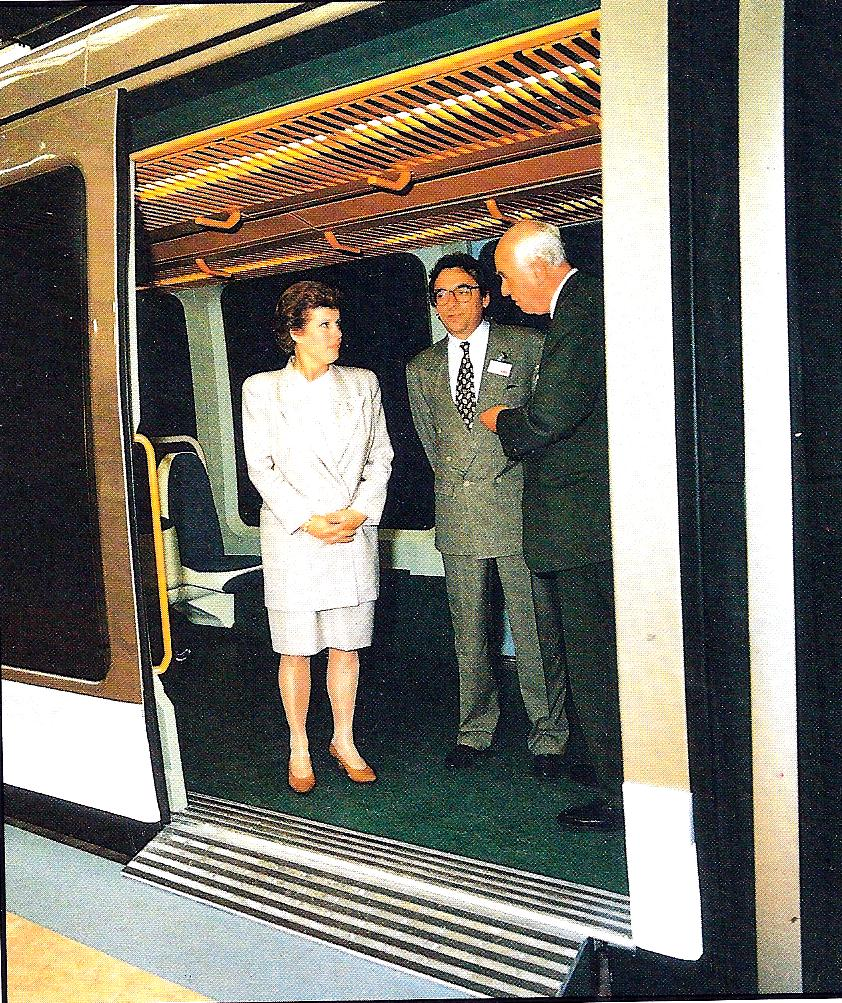
Philippe Neerman.
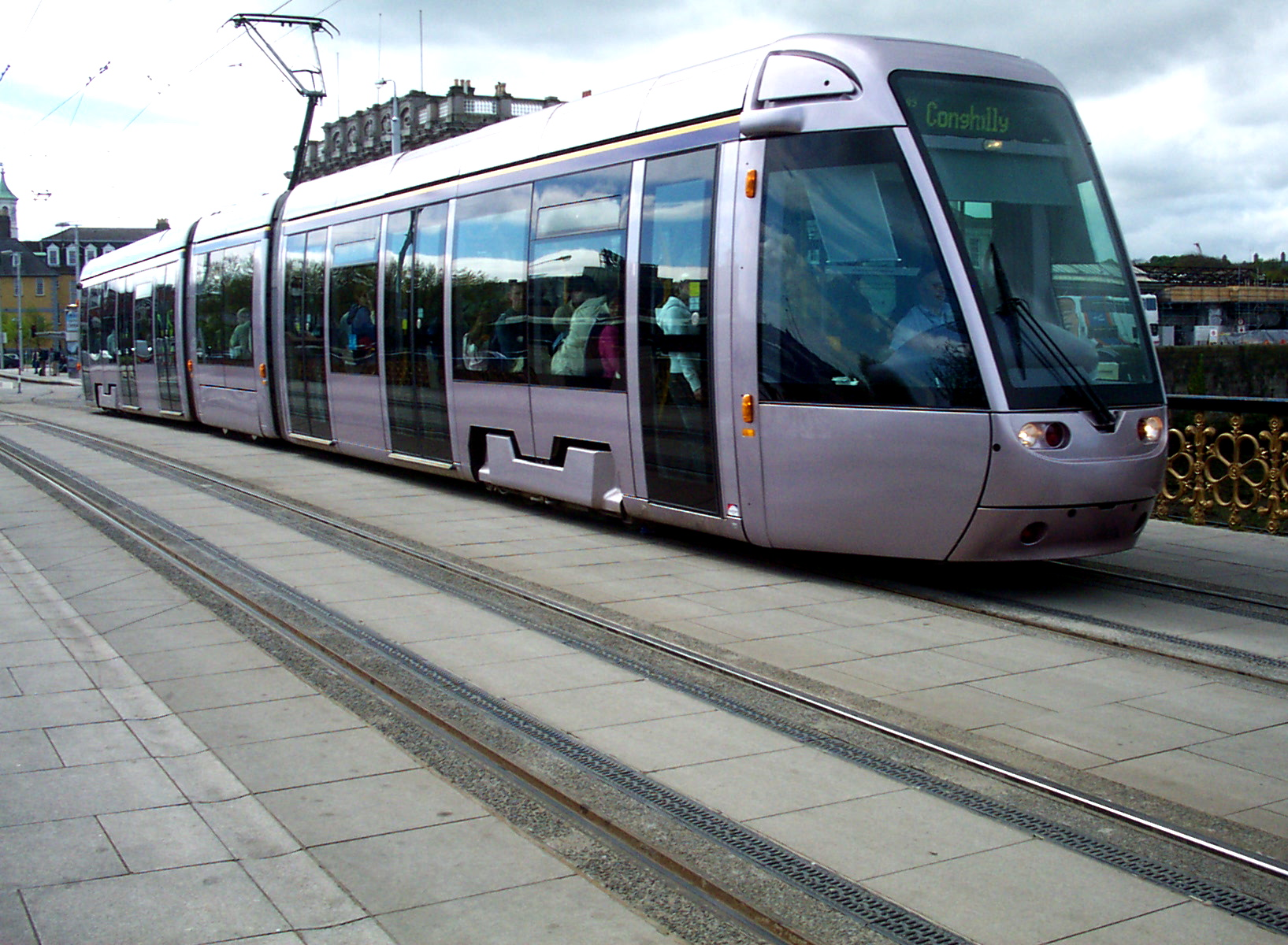
Citadis à Dublin.
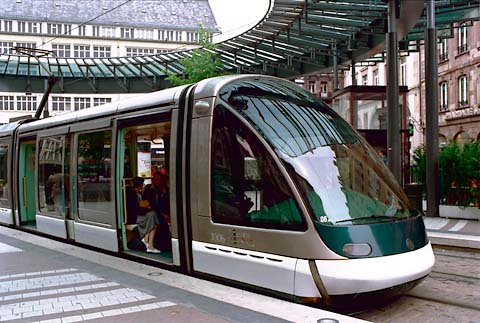
Tramway de Strasbourg.
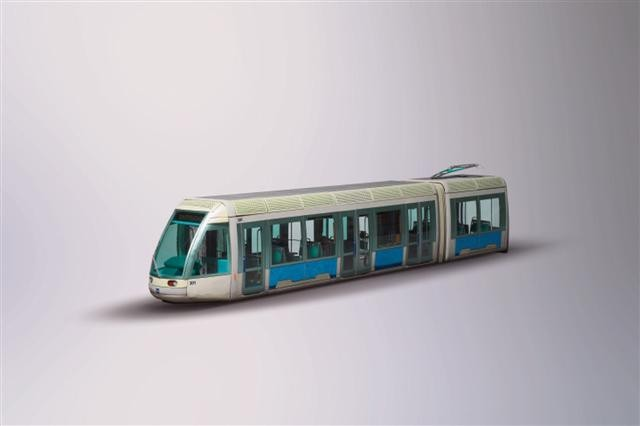
Tramway de Montpellier (France).
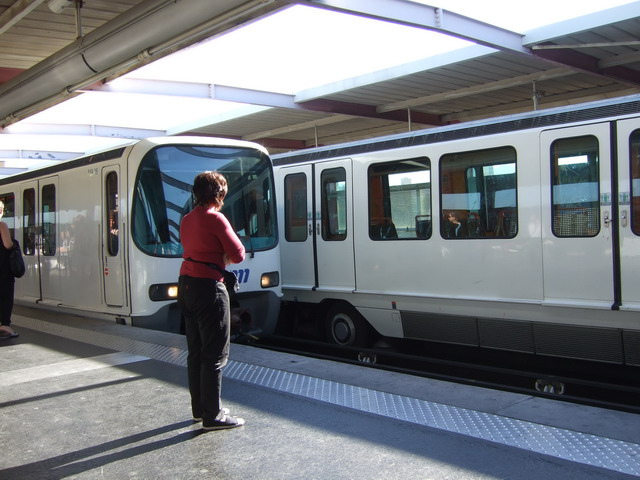
Métro de Marseille.
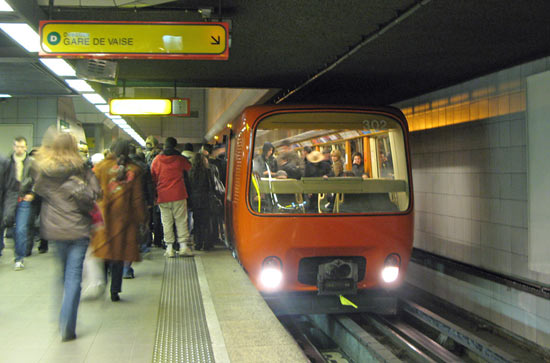
Métro de Lyon.
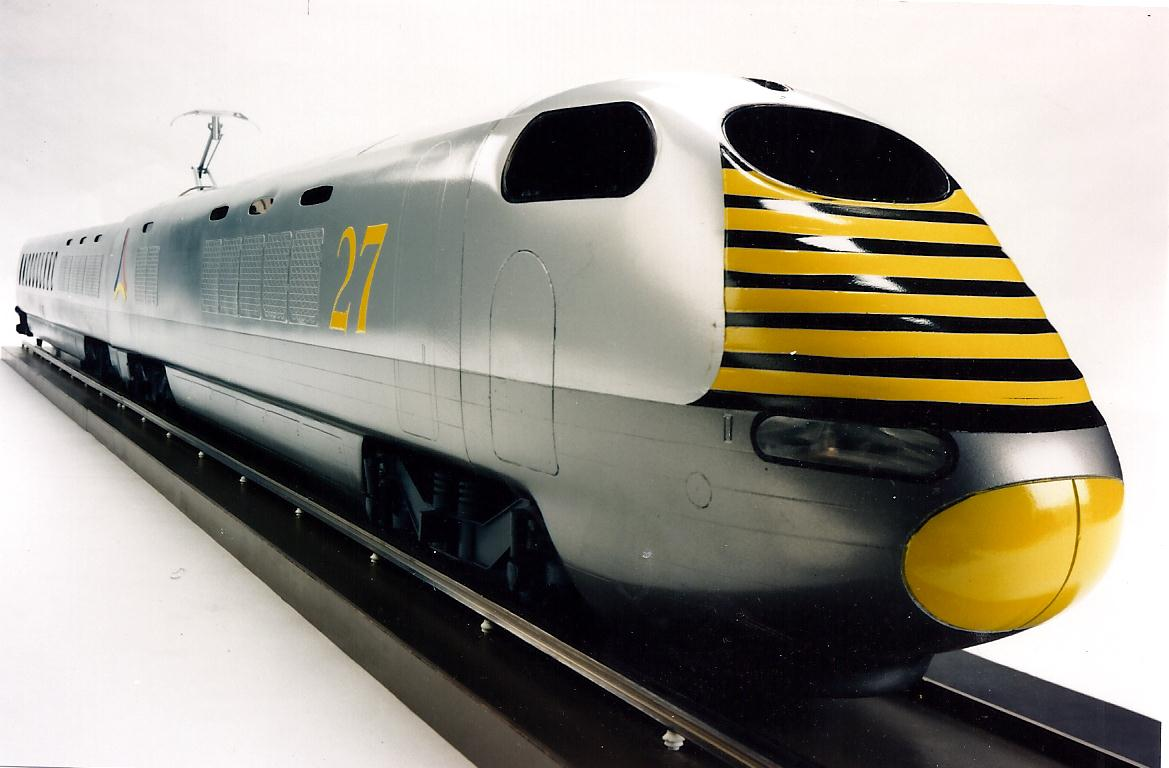
Train à grande vitesse.
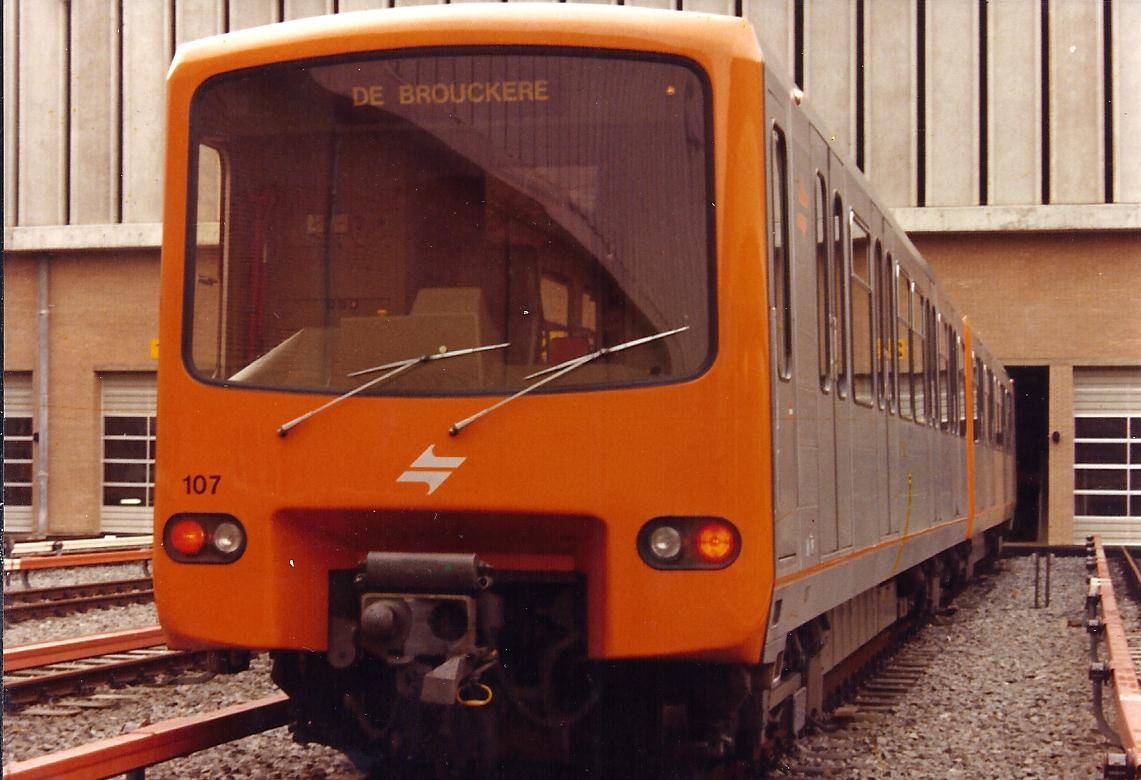
Métro de bruxelles.
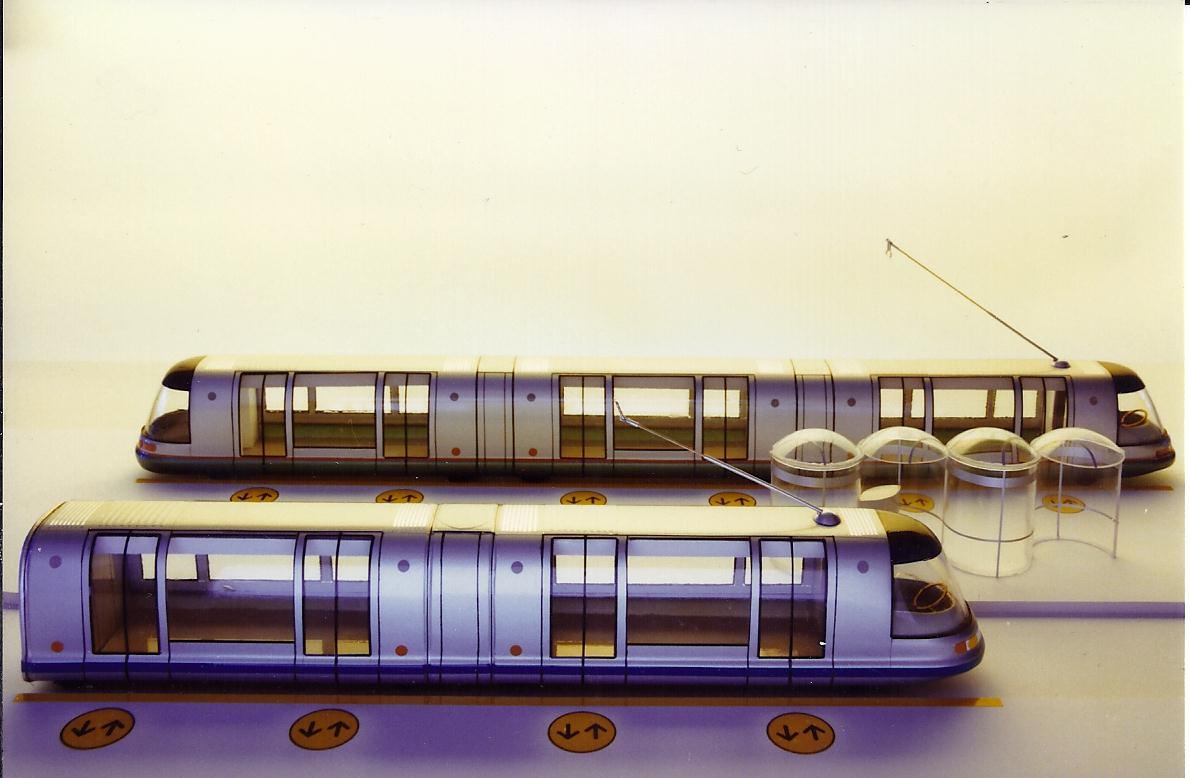
Trolleybus de Lyon, nouvelle génération.
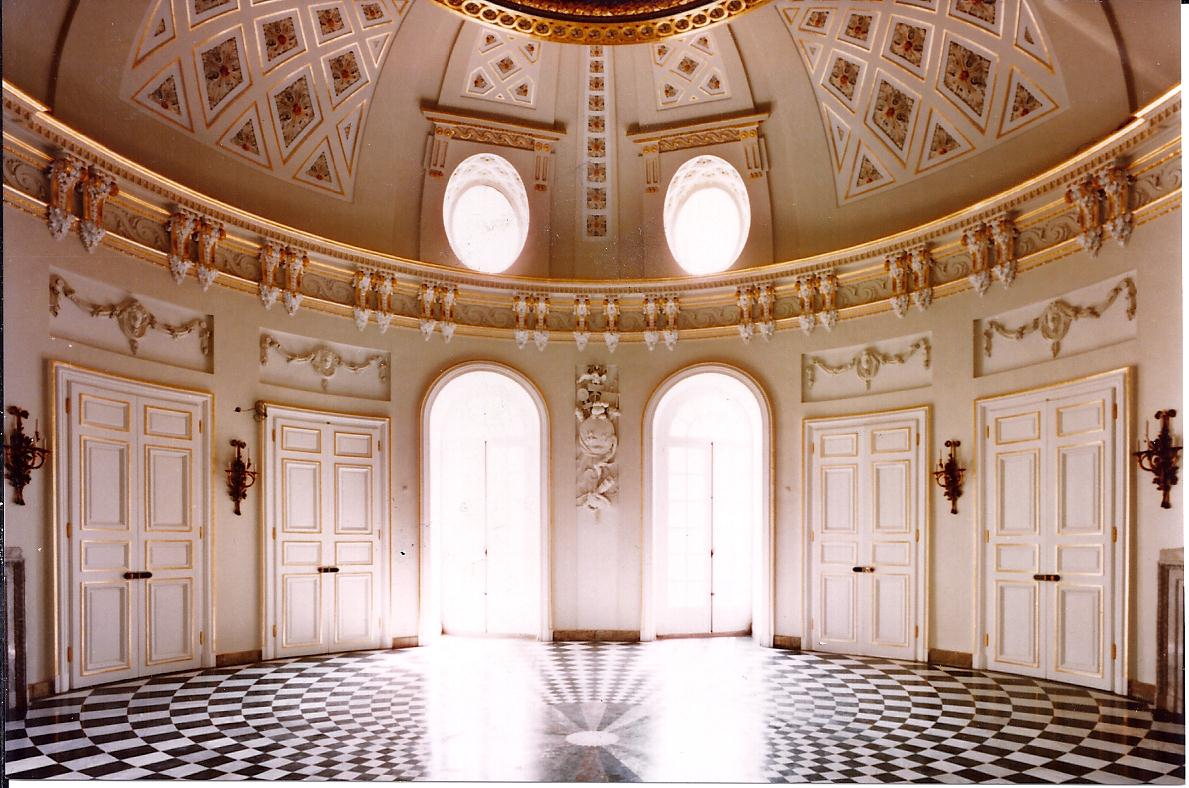
Appartements de Charles de Lorraine.
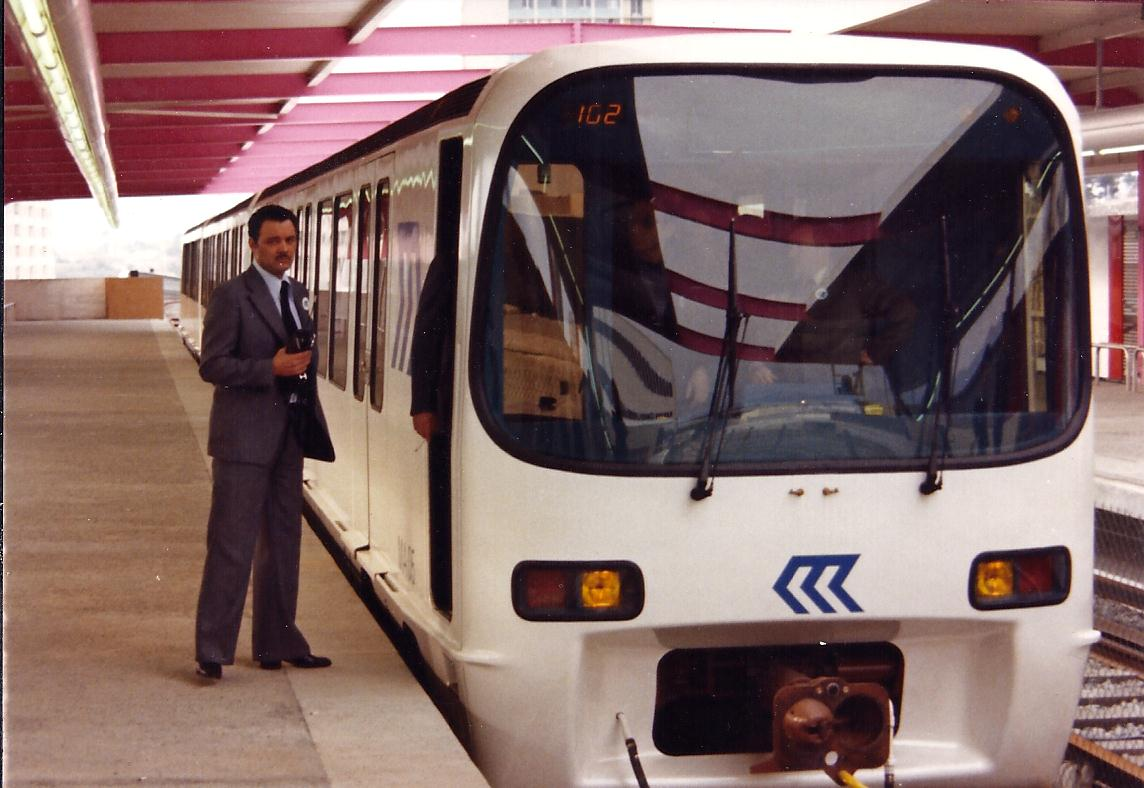
Métro de Marseille.
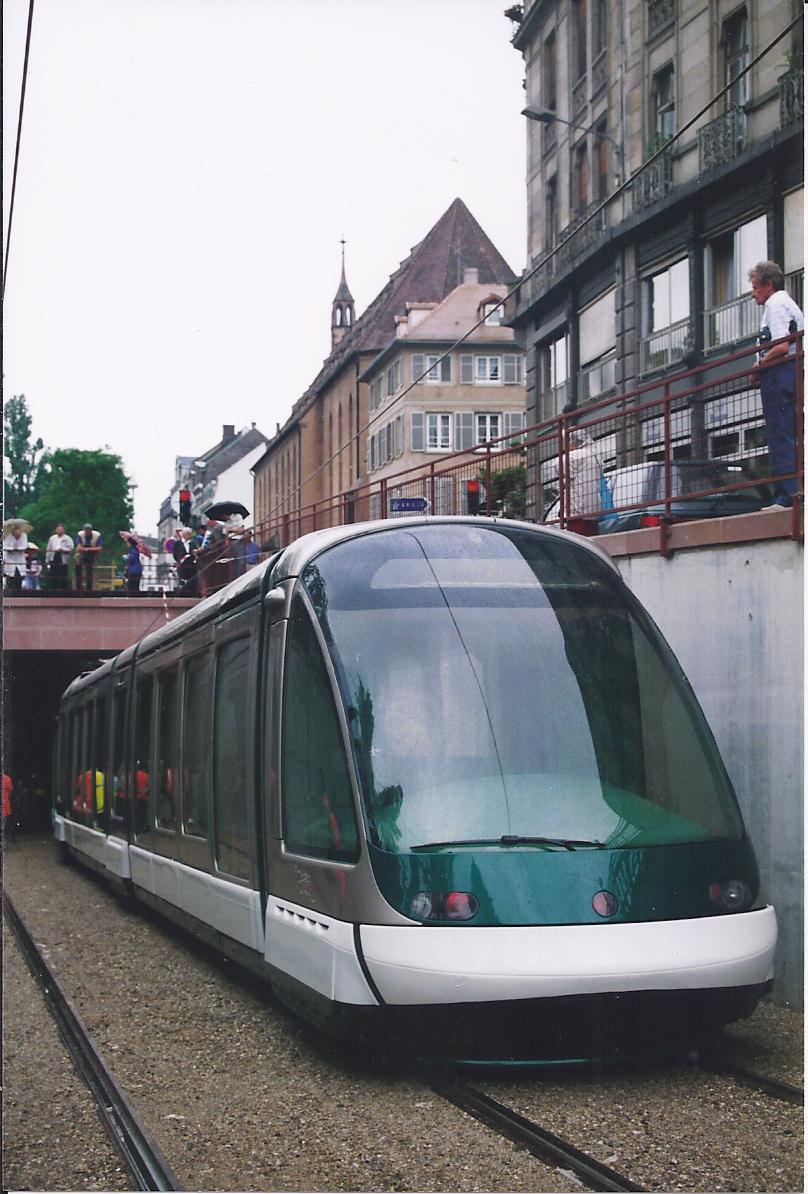
Tramway de Strasbourg.